# Лубрикант
Лубрикантите са вид козметични средства, интимни смазки, намаляващи триенето.
Лубрикантите овлажняват вагината, ануса и правото черво, за да се улесни половото сношение. В допълнение към овлажняването лубрикантът може да действа противовъзпалително и стимулиращо. Някои видове могат да действат като противозачатъчни и за предпазване от заразяване.